# Ammolit
Ammolit er en opal-lignende organisk ædelsten, der primært findes langs den østlige skråninger af Rocky Mountains i Nordamerika.
Oprindelse: Største og eneste rentable kilde er St. Mary's River-regionen i det sydlige Alberta, Canada.
Kemisk sammensætning: CaCO3, calciumcarbonat som aragonit, med mindre indhold af calcit, pyrit, kisel og andre urenheder. 
Formationer: Ammonit var hårdskallede blæksprutlignende vanddyr, der levede fra den palæozoiske periode til slutningen af kridttiden, hvor de pludselig uddøde.  Ammolitskallen er en carbonatmineral ligesom andre skaldyr. For ca. 65 millioner år siden uddøde ammolit sammen med mange andre dyrearter. Ammolit-skallerne, der faldt til bunden i Alberta-regionen i Canada, blev hurtigt begravet på bunden og i millioner af år udsat for intens varme og tryk med det resultat, at calciumcarbonaten blev omdannet til aragonit.  Alberta-regionen i Canada er det eneste sted, der producerer nok GEM kvalitets ammolit til at være kommercielt rentabel. 
Usædvanlige egenskaber: Ammolit har unikke egenskaber. På grund af dets orient (lysvirkningseffekt) fra aragonit vil alle ammolit-mineraler være forskellige med en stor variation af farver og kombinationer af farver.
Farver: Stort set alle farver er mulige grundet overfladens diffraktionseffekt. Lignende ses i sæbebobler.
Slidstyrke: Hvis stenen er fattet ordentligt i smykker, er den god. Ammolit er i sig selv meget skrøbelig, men til smykkebrug er den ofte fattet på en bund af onyks og en top af syntetisk spinel for at give den hårdhed og styrke.

## Gemmologiske informationer
- Krystalsystem: Ingen
- RI: 1.52 - 1.68 (varierer afhængig det indeholdende mineral)
- Dobbeltbrydning: 0,135 - 0,145
- Optiske egenskaber: ingen
- Absorptionsspektrum: ingen
- Vægtfylde (SG): Omkring  2,70
- Hårdhed: 4,5 - 5,5
- Klarhed: Opak
- Specielle identificerende egenskaber og test: Farver, tekstur og orient er så forskellige fra andre ædelstene at den ikke kan forveksles for det trænede øje.
- Syntetisk: Ingen
- Imitationer: Forsøg på at imitere er ikke vellykket grundet dets unikke farver, tekstur og orient.